# 張謐 (弘治進士)
張謐（1460年—？年），字廷佐，四川眉州人，竈籍，治《書經》，明朝政治人物。

## 生平
四川鄉試第八名舉人。弘治三年（1490年）中式庚戌科二甲第五十七名進士。

## 家族
曾祖張真；祖父張朝用，府通判；父張翮，監生。母歐氏。